# Transilien

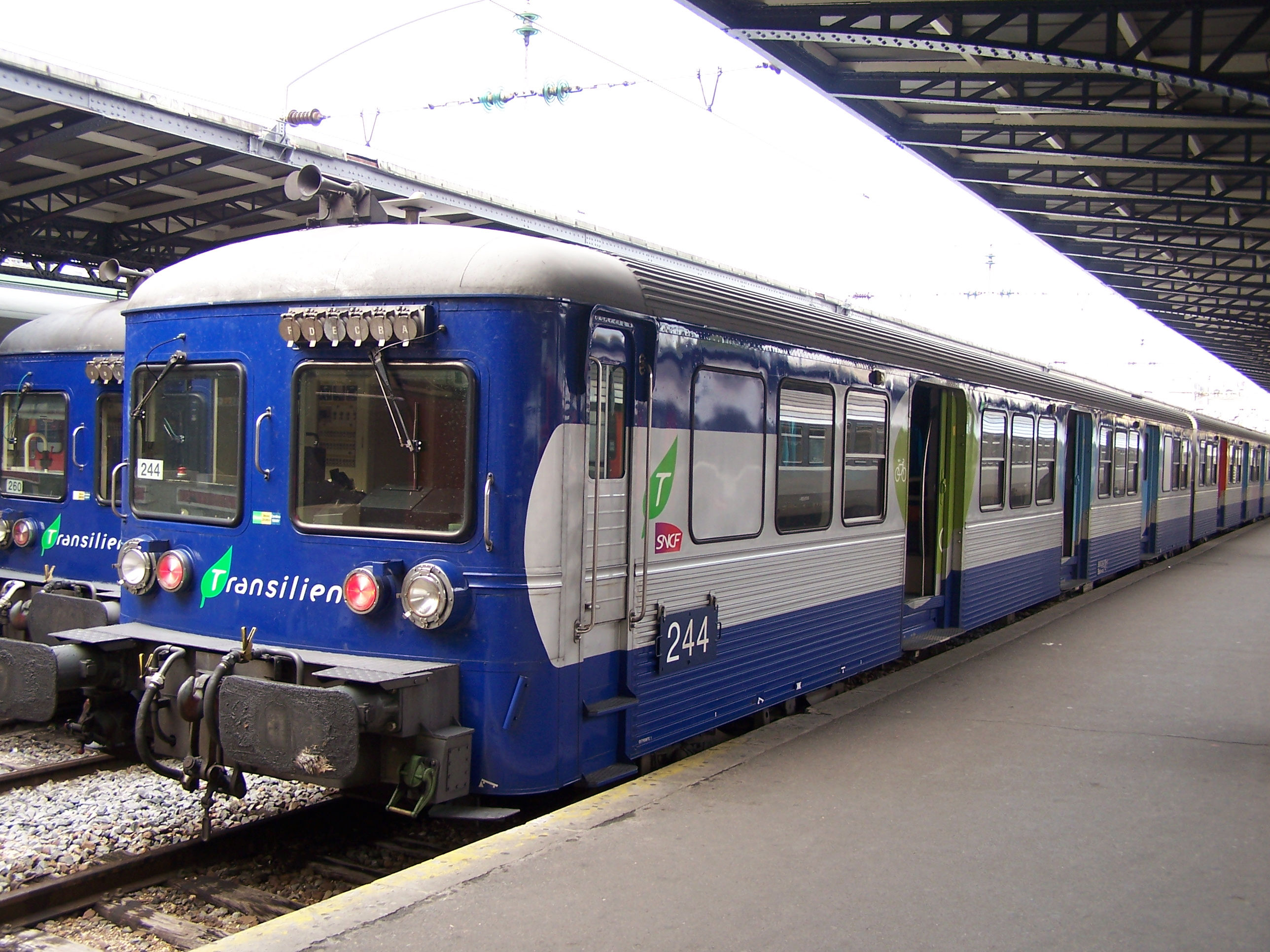
Một tàu Transilien tại Gare de l'Est

Transilien là tên hiện nay của hệ thống tàu vùng Île-de-France do Công ty quốc gia đường sắt Pháp (Société nationale des chemins de fer français - SNCF) quản lý. Cũng như "TER" và "TGV", "Transilien" là một nhãn hiệu thương mại đã đăng ký, thuộc sở hữu của SNCF.
Hệ thống đường sắt vùng đô thị Paris xuất hiện từ cuối thế kỷ 19 và hiện nay thuộc nhiều công ty quản lý. Nhãn hiệu "Transilien" được bắt đầu áp dụng từ ngày 20 tháng 9 năm 1999 cho các tàu chở khách và nhà ga thuộc công ty SNCF. Một vài tuyến khác do RATP khai thác, như tuyến B và một phần tuyến A, không mang nhãn hiệu "Transilien".

## Các tuyến hiện nay của Transilien
| Loại hình | Tuyến | Khai thác | Số ga | Chiều dài (km) | Số tàu/ngày | Số khách/ngày | Loại tàu                                          |
| --------- | ----- | --------- | ----- | -------------- | ----------- | ------------- | ------------------------------------------------- |
| RER       | A     | SNCF/RATP | 12/34 | 108            | 580         | 1.000.000     | MS 61 - MI 84 - MI 2N Altéo                       |
| RER       | B     | SNCF/RATP | 16/31 | 80             | 540         | 600.000       | MI 79 - MI 84                                     |
| RER       | C     | SNCF      | 84    | 187            | 570         | 455.000       | Z 5600 - Z 8800 - Z 20500 - Z 20900               |
| RER       | D     | SNCF      | 59    | 197            | 440         | 470.000       | Z 5300 - Z 5600 - Z 20500                         |
| RER       | E     | SNCF      | 21    | 52             | 430         | 210.000       | MI 2N                                             |
|           | H     | SNCF      | 46    | 111            | 360         | 150.000       | Z 6100 - BB 17000 + RIO/VB 2N - Z 20500 - Z 20900 |
|           | J     | SNCF      | 47    | 235            | 445         | 193.000       | BB 27300 + RIB/RIO/VB 2N                          |
|           | K     | SNCF      | 10    | 61             | 36          | 10.300        | Z 6100                                            |
|           | L     | SNCF      | 38    | 78             | 650         | 155.000       | Z 6400 - Z 20500                                  |
|           | N     | SNCF      | 34    | 117            | 275         | 80.000        | Z 5300 - BB 27300 + VB 2N - Z 8800 - Z 20500      |
|           | P     | SNCF      | 40    | 257            | 230         | 83.000        | RIB/RIO - Z 20500 - B 82500                       |
|           | R     | SNCF      | 21    | 150            | 50          | 46.000        | Z 5300 - Z 5600 - Z 20500                         |
|           | U     | SNCF      | 10    | 31             | 94          | 17.000        | Z 8800 - Z 20500                                  |
| T         | 4     | SNCF      | 11    | 8              | 170         | 29.000        | U 25500                                           |